# Kótované promítání
Kótované promítání je způsob promítání prostorových těles do roviny.

## Princip
Kótování promítání je založeno na jednoduchém a snadno pochopitelném principu:
- základem je pravoúhlé promítání do jediné roviny, vzájemné jednoznačnosti je dosaženo určením orientované vzdálenosti jednotlivých bodů od průmětny - tzv. kóty

Relativní jednoduchost této promítací metody je ovšem často na úkor její názornosti.
Modifikace kótovaného promítání se užívají v některých technických aplikacích, jako je např. zobrazení terénu pomocí tzv. topografických ploch -Topografie nebo při teoretickém řešení střech.
Aplikací kótovaného promítání je tzv. cyklografie

## Zobrazení základních útvarů

### Zobrazení bodu
- v kótovaném promítání je každý bod A pravoúhle promítnut do (obvykle vodorovné) průmětny (půdorysny) π
- pro jednoznačné určení polohy bodu A v prostoru je jeho průmět A1 opatřen tzv. kótou kA - orientovanou vzdáleností bodu A od průmětny π; kótovaný průmět bodu A se pak značí A1(kA)
- tím je každému bodu A v prostoru jednoznačně přiřazen bod A1 v rovině π a reálné číslo kA
- je-li dán bod A o souřadnicích [xA;yA;zA], pak bod A1[xA;yA;0] je jeho pravoúhlý průmět do π (půdorys)

### Zobrazení přímky
- pravoúhlým průmětem přímky p, která není kolmá k průmětně π, je přímka p1
- nechť přímka p není kolmá k π a není s π rovnoběžná; potom lze k dalším konstrukcím využít tzv. promítací rovinu α=pp1
- pomocí jejího sklopení do průmětny π, tj. otočení o 90° kolem přímky p1 (to lze zřejmě provést na dvě strany), je možno řešit následující úlohy:

1. nalezení průsečíku P přímky p s průmětnou π, tzv. stopníku přímky p
2. určení skutečné velikosti úsečky AB, která leží na přímce p
3. určení odchylky φ přímky p od průmětny π, tj. odchylky přímky p od jejího pravoúhlého průmětu p1
4. grafické stanovení spádu sp=tan(φ) přímky p vzhledem k průmětně π; jednoduše řečeno, spád udává výškový zdvih na přímce p při vodorovném posunu o jednu jednotku; často se uvádí jako poměr nebo v procentech (např. pro φ=45° je sp=tan(φ)=1=1:1=100%)
5. určení tzv. intervalu ip přímky p, který udává vzdálenost průmětů některých dvou bodů přímky p, jež mají sousední celočíselné kóty; interval udává délku posunu ve vodorovném směru, která odpovídá jednotkovému výškovému zdvihu na přímce p; z toho plyne vztah mezi spádem a intervalem pro danou přímku p: ip=1/sp a sp=1/ip
6. pomocí intervalu ip lze pak provést tzv. stupňování přímky p - sestrojení několika průmětů bodů se sousedními celočíselnými kótami

- Vystupňovaný tvar přímky
- Přímka, která je rovnoběžná s průmětnou se nazývá hlavní přímka, v terminologii kótovaného promítání pak vrstevnice. Přímka, která není hlavní, protíná průmětnu v bodě, který se nazývá stopník přímky.

#### Vzájemná poloha dvou přímek
- Rovnoběžné přímky
  - jejich průměty jsou spolu rovnoběžné, mají stejný interval a jejich stupňování stoupá ve stejném směru
  - spojnice jejich bodů o stejných kótách musí být rovnoběžné, neboť tvoří hlavní přímky roviny
- Různoběžné přímky 
  - určují rovinu ) spojnice jejich bodů o stejných kótách musí být rovnoběžné, neboť tvoří hlavní přímky roviny.
- Mimoběžné přímky 
  - neurčují rovinu a spojnice jejich bodů o stejných kótách jsou různoběžné.

### Zobrazení roviny
- pravoúhlým průmětem roviny ρ, která není kolmá k průmětně π, je celá tato průmětna π
- nechť rovina ρ není s π rovnoběžná; potom průsečnice pρ roviny ρ s průmětnou π se nazývá stopa roviny ρ; stopa leží v průmětně, a splývá tudíž se svým průmětem
- libovolná rovina rovnoběžná s průmětnou (tzv. vrstevní rovina) protíná rovinu ρ v hlavní přímce hρ(k) || pρ, jejíž všechny body mají stejnou kótu k (kde k je nějaké reálné číslo); rovnoběžnost se stopou se v průmětu zachová (stopu roviny lze považovat za hlavní přímku o kótě 0)
- libovolná přímka roviny ρ, která je kolmá ke stopě pρ (tedy také ke všem hlavním přímkám), se nazývá spádová přímka roviny ρ - určuje odchylku φ roviny ρ od průmětny π a tím také spád sρ=tan(φ) a interval iρ=1/sρ roviny ρ; podle Věty o pravoúhlém průmětu pravého úhlu se v průmětu zachová pravý úhel mezi spádovými a hlavními přímkami

V kótovaném promítání se rovina někdy zadává pomocí tzv. spádového měřítka, což je vystupňovaný průmět některé spádové přímky dané roviny; kreslí se jako dvojice rovnoběžek, jedna tlustou a jedna tenkou čarou, opatřených intervalovým měřítkem.
Časté je také zadání roviny pomocí trojice čísel - např.: ρ(a;b;c), což znamená, že rovina je dána třemi body X,Y,Z, které leží na souřadnicových osách a mají tyto souřadnice: X[a;0;0], Y[0;b;0], Z[0;0;c]

### Otáčení roviny
- při otáčení obecné roviny ρ do průmětny π kolem stopy pρ se bod A pohybuje po kružnici, jejíž střed P je stopníkem tzv. spádové přímky (ta je kolmá k hlavním přímkám) a poloměr otáčení se najde sklopením její promítací roviny
- rovinu lze kolem stopy otáčet na dvě strany - o větší nebo menší úhel (v následujícím příkladě je provedeno pouze otočení o menší úhel)
- otáčení roviny do průmětny kolem stopy vždy indukuje osovou afinitu mezi oběma rovinami a její kolmý průmět je pak pravoúhlou afinitou mezi průměty (vzor A1) a otočenými polohami (obraz A0) - tuto afinitu lze s výhodou využít při otáčení složitějších útvarů

#### Osováafinitav rovině
- zobrazení v rovině, které lze získat vhodným rovnoběžným průmětem osové afinity mezi dvěma rovinami do dané třetí roviny
- základní pojmy a vlastnosti se přenášejí
- osová afinita v rovině je nejčastěji dána svým směrem s, osou o a jednou dvojicí odpovídajících si bodů A,A'; je-li směr s kolmý k ose o, nazývá se taková afinita pravoúhlá; je-li s || o, jde o tzv. elaci
- odpovídající si body leží na přímkách, které jsou rovnoběžné se směrem s afinity
- odpovídající si přímky se protínají na ose o afinity v tzv. samodružných bodech

### Průsečnice dvou rovin
- dvě různoběžné roviny se protínají v přímce - k jejímu sestrojení tedy stačí znát dva společné body obou rovin
- v kótovaném promítání se nejčastěji užívají průsečíky stop a hlavních přímek o téže kótě